# Sorède
Sorède (tiếng Catalunya: Sureda) là một xã trong tỉnh Pyrénées-Orientales, vùng Occitanie phía nam nước Pháp. Xã Sorède nằm ở khu vực có độ cao trung bình 80 mét trên mực nước biển.